# Doketizmus
A doketizmus (görög: dokeó = látszik) az az ókeresztény krisztológiai felfogás, mely szerint Jézus földi, testi volta és szenvedése csupán látszat, illetve érzékcsalódás volt, nem pedig valóság.
A doketizmus nem szektát létrehívó, zárt tanítás volt, hanem csupán magyarázatkísérlet a halhatatlan, szenvedésre nem képes isteni Logosznak egy emberrel való egyesülésére. Hátterében az a gondolat húzódik meg, hogy az emberi test tisztátalan és Isten nem kerülhet közvetlen kapcsolatba azzal.
A doketizmus nézetének különböző változatait már az apostolok korától kezdve képviselték. De e tanítás alapvetően a 2-3. századra volt jellemző. Egyes gnosztikusok mintha azt állították volna, hogy Jézusnak mennyei éter-teste volt.
A khalkédóni zsinat (451) által rögzített, Krisztus természetére vonatkozó dogmatikai megfogalmazás ellehetetlenítette a doketista nézeteket.
Szintén a doketizmus körébe sorolható az a nézet, mely szerint Jézus csodálatos módon megmenekült a kereszthaláltól. A Korán is ezt az általános vagy ortodox arab értelmezést tartalmazza.